# 용동현
용동현(2000년 4월 24일 ~ )는 대한민국의 전 축구 선수로, 포지션은 미드필더였다.